# قضية نعمة يسسخار

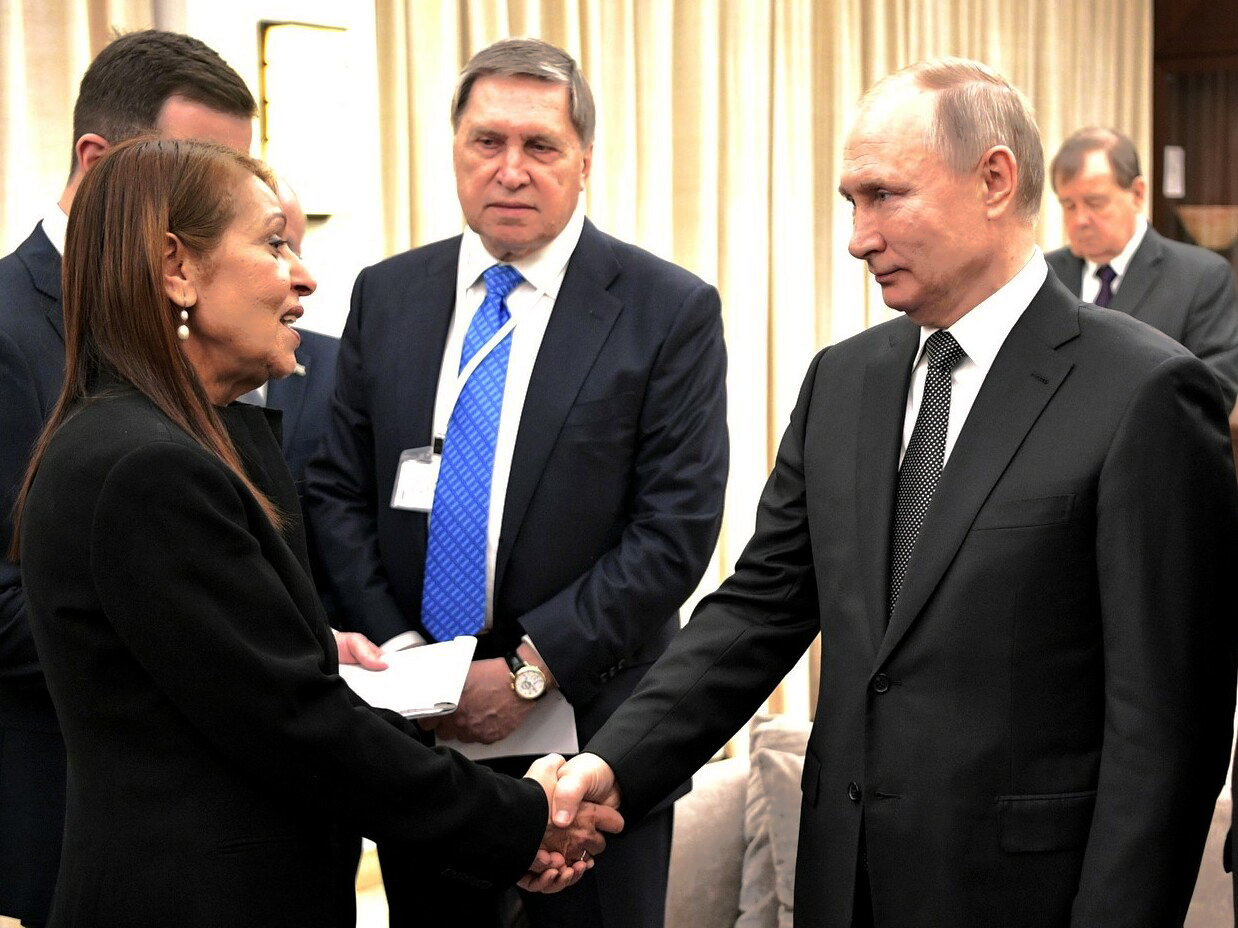

قضية نعمة يسسخار في أبريل 2019 اعتقلت السلطات الروسية نعمة يسسخار الإسرائيلي الأمريكي في مطار شيريميتييفو الدولي، وهي راكب ترانزيت كانت في طريقها من الهند إلى إسرائيل، بتهمة تهريب مخدرات مزعومة بنحو 10 غرامات من الماريجوانا أو الحشيش، تم العثور عليها في حقيبتها أثناء توقفها في موسكو. في 11 أكتوبر 2019 حكمت عليها محكمة روسية بالسجن سبع سنوات ونصف بتهمة حيازة مخدرات وتهريبها. قالت عائلة يسسخار ومسؤولون إسرائيليون إن روسيا أخبرتهم أنه سيتم الإفراج عنها إذا تم إطلاق سراح أليكسي بوركوف، وهو مواطن روسي ينتظر تسليمه من إسرائيل إلى الولايات المتحدة للاشتباه بارتكابه جرائم إلكترونية. بعد ذلك طلب رئيس الوزراء الإسرائيلي بنيامين نتنياهو شخصيًا من الرئيس الروسي فلاديمير بوتين العفو عن يسسخار، وقال بوتين إنه سيدرس الطلب. في نهاية المطاف رفضت المحكمة العليا الإسرائيلية استئناف بوركوف ضد تسليمه، مما دفع روسيا إلى إدانة القرار باعتباره «انتهاكًا... لالتزامات إسرائيل الدولية»، مشيرة إلى أن القرار «لا يساهم في تطوير العلاقات الروسية الإسرائيلية».
في 19 أكتوبر 2019 نُظمت مسيرات في تل أبيب ونيويورك للمطالبة بالإفراج عن يسسخار. تم وضع لوحات إعلانية في إسرائيل تدعو بوتين إلى «إعادة نعمة إلى الوطن».
في ديسمبر 2019 نقلت وزارة العدل الإسرائيلية ساحة الإسكندر التاريخية في القدس إلى  جمعية فلسطين الإمبراطورية الأرثوذكسية، والتي ربطها العديد من المعلقين بالتفاوض على إطلاق سراح يسسخار. في 29 يناير 2020 وقع الرئيس بوتين عفواً عنها. وأشار محاميها سابقًا إلى أنه لم يتم العفو عن أجنبي مُدان من قبل رئيس روسي من قبل.